# 三重交通ク600形電車
三重交通ク600形電車（みえこうつうク600がたでんしゃ）は、三重交通志摩線（現在の近鉄志摩線）の電車。三重電気鉄道への分社を経て、近畿日本鉄道（近鉄）ク5910形およびク5930形となり、ク5930形はさらにサ5930形に改造されて養老線（現、養老鉄道）でも使用された。

## 概要
朝鮮戦争後の日本経済復興に伴う観光客輸送需要の増大に応え、1952年5月に尼崎のナニワ工機でク601 - ク603の3両が製造された。
鳥羽寄りにのみ運転台を備え、主電動機を搭載しない制御車である。

## 車体
設計当時のナニワ工機で一般的であった、窓の上下にウィンドウヘッダー・ウィンドウシルと呼ばれる補強用の帯板を露出して取り付けた、形鋼通し台枠による全溶接構造半鋼製車体を備える。
車体長が15,000mmで連結相手となるモニ550・モニ560形よりも約2.4m長い。
窓配置はd1(1)D8D(1)1と前後の扉位置とそれぞれ隣接する台車心皿の中心の間の距離が異なる非対称のレイアウトとなっており、将来的な電装や両運転台化を想定しない設計である。
窓は高さ800mm、幅645mmの小さな1段下降窓が並んでいた在来車とは打って変わって、高さ950mm、幅800mmの2段上昇式窓が採用されている。客用扉は950mm幅の片引き戸を備える。
大きな窓を採用したことに加え、車体の柱を長柱として窓上の幕板を上方に延長することで屋根の肩部まで鋼板張りとした、いわゆる張り上げ屋根としたことから、明朗かつ軽快な印象を与える造形となっている。また、この屋根構造を採用したことから雨樋が省略され、各扉部直上には屋根から流れ落ちた雨水が、乗降客や乗務員に直接降りかかるのを防ぐための「水切り」と呼ばれる小さな樋が設置されている。
乗務員室は車掌台側まで含めて客室と区分する全室式で、座席はロングシート、通風器はガーランド式通風器を屋根上中央に等間隔に5基備える。前照灯は白熱電球を収めた筒型の灯具を屋根上に1基取りつけ、尾灯は車掌台側に1灯、丸形のものを埋め込み式で設置している。
なお、連結相手の電動車が貫通路を持たないことから、本形式も妻面は乗務員室側も連結面側も共に3枚窓構成の非貫通構造とされている。妻窓は運転台の1枚のみ1枚窓、それ以外は2段上昇式窓である。
塗装は三重交通標準の上半分クリーム、下半分グリーンのツートンカラーである。

## 主要機器

### 制御器
連結相手となる電動車に合わせ、HL単位スイッチ式間接非自動制御器を備える。

### 台車
在来車と同様に軸距2,000mmの釣り合い梁式であが、形鋼組み立て式ではなく、製造当時のナニワ工機がその親会社である京阪神急行電鉄向け車両に標準的に採用していたのと同系の扶桑金属工業KS-33E鋳鋼台車を装着する。

### ブレーキ
M三動弁に中継弁を付加したMR(ACM-R)ブレーキを備える。ただし、車体にブレーキシリンダーを搭載する車体シリンダー式で、台車の基礎ブレーキ装置は両抱き式となっている。

## 運用
全車とも竣工後、1969年の志摩線改軌・昇圧まで長く志摩線で運用された。

### ク601・603
三重交通が三重電気鉄道として分離した1964年、後述のク602に続いてこれら2両についても妻面への貫通路設置が実施された。
三重電気鉄道の近鉄への合併時点では、各車の座席はク601がロングシートでク602がクロスシートとなっており、合併後は以下の通り改番された。
- ク600形ク601 → ク5910形ク5911
- ク600形ク603 → ク5910形ク5912

これらは通常、主電動機を4基搭載するモニ5925形と2両編成を組んで運用された。
志摩線改軌後は、養老線転属や地方私鉄への譲渡・保存なども行われず、2両ともそのまま廃車・解体されている。

### ク602
1958年のモ5400形（近鉄合併後はモ5960形）の竣工に伴い、急行運用で2両編成を組際の連結相手としてク602が選ばれ、日本車輌製造にてモ5400形に準じた設備への改造が行われた。
改造内容は以下の通り。
- 妻面への貫通路設置。
- 尾灯をモ5400形と同じ角型のものへ変更、左右に2灯設置。
- 窓枠のアルミサッシ化、戸袋窓のみ1段固定窓へ。
- 座席をセミクロスシート化。窓配置とシートピッチを一致させ、扉間の8枚の側窓の内中央の6枚分に24名分の対面配置固定式クロスシートを設置した。
- 客用扉にドアエンジンを設置、自動扉化。
- 放送設備の設置。

この改造に伴い、ク602は以下の通り改番された。
- ク600形ク602 → ク3500形ク3502

新装なったク3502はモ5401の外、主電動機を4基搭載する車体更新車であるモ5411などとも連結して、急行運用を中心に運用された。
三重電気鉄道の近鉄への合併直前に塗装が近鉄一般車標準のマルーン1色に変更され、更に合併後は以下の通り改番された。
- ク3500形ク3502 → ク5930形ク5931

志摩線が改軌されると、製造年度の新しい電動車は、架線電圧の相違から電装品を撤去して付随車に改造した後、養老線（現在の養老鉄道）に転属の措置がとられた。
この際、放送設備や自動扉などを備えていたク5931についても養老線在来車と互換性のない運転台機器や前照灯と尾灯を撤去し、乗務員室を閉鎖した上で養老線へ転用されることとなり、以下の通り改番された。
- ク5930形ク5931 → サ5931形サ5931

以後、本車は1977年の名古屋線車両の転用による養老線車両の大型化・近代化実施に伴う在来車淘汰まで使用された後、廃車解体された。
そのため、3両全車が現存しない。

## 主要諸元
- 車体構造 - 半鋼製
- 最大寸法（長さ×幅×高さ）：15,830mm×2,600mm×3,880mm（サ5931形は3,710mm）
- 自重 - 20.0t（ク5931形・サ5931形は21.t）
- 定員 - 114人（座席48人、サ5931形は定員120人）
- 制動方式 - ACM-R自動空気ブレーキ（サ5931形はATA-R）
- 台車 - 扶桑金属工業KS-33E